# Водени цвјетови (инсекти)
Водени цвјетови или ефемероптере су веома стара група крилатих инсеката (њихови фосили нађени су у ископинама из Перма), која представља најосновнију и најстарију грану крилатих инсеката који се могу наћи углавном око река и мочвара. Данас, овај ред је представљен са око 3.000 врста које насељавају сва слатководна водена станишта, иако су малобројне врсте које насељавају високе планине или поларне пределе. Водени цвјетови су крилати инсекти који имају изузетно кратак стадијум одраслих јединки, док ларвени стадијуми дуже живе, и тај дио живота проводе у води. 

## Морфолошке карактеристике
Основне карактеристике представника овог реда су: постојање два стадијума одрасле јединке (субимаго и имаго), палеоптерни систем крила, потпуно редукован и нефункционалан усни апарат код одраслих јединки, присуство средњег каудалног филамента и само једне осовинске плоче за зглобљавање крила, редукован анални дио задњих крила, као и адаптације предњих ногу мужјака за хватање женки приликом копулације. Ларве поседују усни апарат за грицкање.
Одрасли водени цвјетови имају мекано и њежно тијело. Крила су мембранозна, имају сложену нерватуру и у мировању су постављена вертикално у односу на тијело. Сложеност нерватуре крила, поред још неких карактеристика, служи за детерминацију на суперфамилије. Први пар крила је прилично већи од другог (хетерономна крила).

## Начин живота
Одрасле јединке водених цвјетова живе уз обале ријека или језера, и то од неколико сати до пар дана. За то вријеме се окупљају у ројеве, паре и полажу јаја у воду, после чега угину. Јаја падају на дно и из њих се излеже ларва која временом расте.
Период развића јаја од полегања до еклозије ларви траје највише до 10 месеци код аркто-алпијских врста, или уопште не постоји код ововивипарних врста. Живот ларви траје од неколико недеља до више од 2 године. Ларве (нимфе, најаде) живе у воденим екосистемима (бистрим брзим потоцима, ријечним изворима, али и споријим и већим ријекама, док неколико врста живи у језерима). Већина врста су хербивори, хране се алгама. Поједине врсте се хране и бескичмењацима. 

## Значај
Ларве водених цвјетова имају велики значај као важна карика у ланцу исхране у ријечним екосистемима, јер представљају храну рибама, као што је пастрмка. Поред тога, ларве нису у могућности да трпе промјене квалитета воде, веома су осјетљиве на промене у животној средини (попут загађења), услед чега се користе као биоиндикатори. На копну се многе животиње хране и развијеним одраслим јединкама водених цвјетова у вријеме њихове масовне појаве.

## Порекло имена
Научно име Ephemeroptera дугују кратком (ефемерном) животу одраслих јединки, који траје најчешће од неколико часова до неколико дана. Назив у српском језику описује изглед ових инсеката након живота – после свадбеног ројења и полагања јаја, разнобојни мужјаци и женке исцрпљени падају на водене површине где плутају попут цветова.

## Еволуција реда
Ред водених цветова веома је заступљен међу фосилним инсекатским налазима. Будући примитивном групом, разумљиво је што су присутни као фосили из најранијих епоха (палеозојских). Најстарији фосилни налаз који поуздано спада у групу водених цветова потиче из раног Перма, иако су поједини проблематични карбонски фосили вероватно сродни овој групи. Међу тим фосилима, најинтригантнија је врста Lithoneura lameerei из фамилије Syntonopteridae, коју су аутори сврставали у изумрли ред Palaeodictyoptera, или у ред водених цветова, или у засебан ред (Syntonopterodea).
Од Перма до Јуре процват доживљава неколико фамилија водених цветова, за које се претпоставља да су преци данашњих фамилија, а чији су сви представници изумрли. Добро дефинисане изумрле фамилије су: Bojophlebiidae, Mesephemeridae, Mesoplectopteridae, Misthodotidae и Protereismatidae, док су фамилије Jarmilidae и Oboriphlebiidae описане само на основу остатака ларви (најада). За разлику од савремених врста, представници изумрлих фамилија су имали развијен усни апарат код адулата, као и хомономна (једнака) предња и задња крила. У току Јуре (можда и већ од Тријаса) присутне су и форме водених цветова са хетерономним крилима (предња и задња крила су различите грађе). Највећу бројност и диверзитет ред водених цветова има у периоду Јуре и Креде.

## Систематика реда
Традиционално, изумрли представници овог реда сврставају се у подред Permoplectoptera, док се савремени водени цветови дели на два подреда, са неколико натфамилија:
подред 
натфамилија 
фамилија Ameletopsidae
фамилија Ametropodidae
фамилија Baetidae
фамилија Oniscigastridae
фамилија Siphlonuridae
натфамилија 
фамилија Coloburiscidae
фамилија Heptageniidae
фамилија Isonychiidae
фамилија Oligoneuriidae
натфамилија 
фамилија Leptophlebiidae
натфамилија 
фамилија Behningiidae
фамилија Ephemeridae
фамилија Euthyplociidae
фамилија Palingeniidae
фамилија Polymitarcydae
фамилија Potamanthidae
подред 
натфамилија 
фамилија Ephemerellidae
фамилија Leptohyphidae
фамилија Tricorythidae
натфамилија 
фамилија Baetiscidae
фамилија Caenidae
фамилија Neoephemeridae
фамилија Prosopistomatidae
Подред Schistonota се сматра полифилетском скупином, у оквиру које се налазе представници и другог подреда. Стога поједини аутори деле овај ред на три подреда:
1. подред
2. подред
3. подред

## Занимљивости
- Ларве водених цветова су својим обликом инспирисале прављење мамаца за риболов „мушичарењем”.
- Ројева ових инсеката је 1930-тих могло бити и у Београду.[4]